# والیبال قهرمانی زیر ۲۰ سال آسیا ۲۰۲۲
والیبال قهرمانی زیر بیست سال ۲۰۲۲ بیستمین دوره مسابقات قهرمانی آسیا است که هر دو سال یکبار برگزار می‌شود، اما در سال ۲۰۲۰ به دلیل همه‌گیری کرونا برگزار نشد، والیبال قهرمانی سال ۲۰۲۲ به میزبانی کشور بحرین برگزار شد.
تیم ملی والیبال ایران با شکست سه بر یک تیم ملی هند قهرمان آسیا شد و با پشت سر گذاشتن تیم ملی کره جنوبی و کسب هفتمین عنوان قهرمانی پرافتخارترین تیم آسیا شد.